# NGC 278
NGC 278 (другие обозначения — UGC 528, MCG 8-2-16, ZWG 550.16, IRAS00492+4716, PGC 3051) — спиральная галактика с перемычкой (SBb) в созвездии Кассиопея. Ранее считалось, что компаньоном этой галактики является UGC 672, но по современным оценкам расстояние между ними оценивается в 600 кпк, что слишком много для гравитационного взаимодействия.
Этот объект входит в число перечисленных в оригинальной редакции «Нового общего каталога».